# Anna Maria Achenrainer
Anna Maria Achenrainer (Pfunds; 5 de julio de 1909-Innsbruck; 14 de enero de 1972) escritora austríaca.

## Biografía
Tras fallecer su padre en la Primera Guerra Mundial, fue llevada a un orfanato.
Estudió magisterio en Innsbruck donde empezó a publicar poemas en la revista tirolesa Tiroler Volksboten, y con otros fundó la asociación literaria Turmbund.
Falleció en 1972 y su tumba está en un cementerio de Mühlau, Innsbruck.

## Premios
- 1950: Gran Premio Estatal Austríaco (Großer Österreichischer Staatspreis ) por Appassionata
- 1970: Orden del Mérito del Estado de Tirol ( Verdienstkreuz des Landes Tirol)

## Obra
- Appassionata. Gedichte. Inn, Innsbruck, 1950
- Der zwölfblättrige Lotos. Gedichte. Egger, Imst, 1957
- Der grüne Kristall. Gedichte. Mit Linolschnitten von Margarethe Krieger. S. Gideon, Gießen, 1960
- Die Windrose. Gedichte. Rohrer, Viena e Innsbruck, 1962
- Das geflügelte Licht. Gedichte. Mit Rohrfederzeichnungen von Rudolf Kreuzer. Wagner, Innsbruck, 1963
- Frauenbildnisse aus Tirol. 21 Biographien. Wagner, Innsbruck, 1964
- Horizonte der Hoffnung. Gedichte. Eingeleitet und ausgewählt von Franz Hölbing. Stiasny, Graz, 1966
- Lob des Dunkels und des Lichts. Gedichte. ÖVA, Viena, 1968
- Zeit der Sonnenuhren. Ein Jahrbuch. Karlsruher Bote, Karlsruhe, 1969
- Antonia van Mer. Erzählung. ÖVA, Viena, 1972

## Literatura
- Deutsches Literatur-Lexikon. Biographisch-bibliographisches Handbuch. 3., völlig neu bearbeitete Auflage. Hg. Wilhelm Kosch (Begr.), Hubert Herkommer und Konrad Feilchenfeldt. Francke, Bern und München, 1968 Band 1, Seite 7
- Elisabeth Pfurtscheller: Anna Maria Achenrainer (1909-1972). Die Stellung der Lyrikerin im Tiroler Literatur- und Kulturbetrieb der 50er und 60er Jahre, dargestellt anhand ihres Nachlasses. Universität Innsbruck, 2006
- Paul Wimmer: Wegweiser durch die Literatur Tirols seit 1945. Bläschke, Darmstadt, 1978 Seite 22ff.